# Nicole Croisille
Pour les articles homonymes, voir Croisille.
Nicole Croisille, née le 9 octobre 1936 à Neuilly-sur-Seine (Seine) et morte le 4 juin 2025 à Saint-Cloud (Hauts-de-Seine), est une chanteuse, danseuse et actrice française.
Elle est danseuse à la Comédie-Française, puis, tour à tour, mime avec Marcel Marceau, meneuse de revue, actrice de théâtre, de cinéma et de comédie musicale. C'est toutefois par la chanson qu'elle s’illustre auprès du grand public.
Après avoir commencé à chanter dans des caves de Saint-Germain-des-Prés et dans des clubs de Chicago, Nicole Croisille connaît un grand succès en 1966 en interprétant avec Pierre Barouh Un homme et une femme (la chanson du film homonyme de Claude Lelouch), ainsi que dans les années 1970 avec des titres comme Parlez-moi de lui, Une femme avec toi ou Téléphone-moi.

## Biographie

### Enfance et adolescence
Nicole Juliette Jacqueline Croisilles, de son vrai nom, naît le 9 octobre 1936 à Neuilly-sur-Seine d'un père directeur d'agence de tourisme et d'une mère pianiste. Attirée très tôt par la scène et montrant des dispositions pour le chant et la danse, elle devient danseuse à l'Opéra de Paris dès l'âge de huit ans. Néanmoins, son père ne veut pas que sa fille devienne une artiste professionnelle, et refuse qu'elle se présente au concours des petits rats. Nicole Croisille délaisse son rêve de devenir danseuse classique et suit des cours de dactylographie pendant son adolescence. En parallèle, elle suit toutefois les classes de la Comédie-Française et intègre le ballet de la compagnie.

### Débuts
Pendant les années 1950, Nicole Croisille suit les cours de Marcel Marceau et devient mime ; en 1957, elle effectue une première tournée en Amérique du Sud. Fascinée par le jazz, elle découvre les États-Unis en 1960, lors d'une autre tournée de Marceau. Elle assiste à des concerts dans des clubs de Chicago et, aidée par ses aptitudes en anglais, accompagne parfois des musiciens au chant.
En France, Nicole Croisille poursuit sa carrière de danseuse et participe en 1958 à la revue de Joséphine Baker ainsi qu'à des représentations du Bourgeois gentilhomme. En 1960 elle joue, chante et danse au Théâtre des trois Baudets dans « Une colonne à la cinq » un spectacle burlesque de Jean Yanne, où il parodie la célèbre émission de télévision « Cinq colonnes à la une » de Pierre Lazareff. Elle joue dans la comédie musicale L'Apprenti fakir avec Jean Marais, une pièce avant-gardiste qui s'arrête après un mois d'exploitation seulement. En 1961, elle est assistante chorégraphe dans le spectacle Jour de fête à l'Olympia monté par Bruno Coquatrix et Jacques Tati à l'occasion de la sortie du film Jour de fête dans sa première version colorisée. Elle chante également en amateur dans les caves de Saint-Germain-des-Prés.
Elle acquiert une certaine notoriété au début des années 1960 avec la sortie de ses premiers disques. Elle interprète notamment une reprise de Halleluya, I Love Her So de Ray Charles sous le titre Dieu merci, il m'aime aussi en 1961 (son premier 45 tours), et Nous les amoureux, chanson lauréate de l'Eurovision, présentée par Jean-Claude Pascal au concours pour le Luxembourg. En 1961, elle fait la première partie de Jacques Brel à l'Olympia. Cette même année, elle fait la connaissance de Claude Nougaro, qui devient son ami et souhaite lui écrire des chansons. Mais, face au succès qu'il rencontre, il abandonnera ce projet. En cette époque où la mode est aux chanteurs « yéyé », Nicole Croisille ne trouve pas encore sa place auprès du public.
En 1963, elle se produit au Festival de jazz d'Antibes Juan-les-Pins accompagnée d'Eddy Louiss à l'orgue Hammond et Phillipe Combelle à la batterie.
Nicole Croisille retourne aux États-Unis en 1964, pour y travailler en tant que meneuse de revue. Elle présente ainsi plusieurs tableaux d'un spectacle des Folies Bergère à Broadway et reste un an à New York.

### Succès dans la chanson
À son retour des États-Unis en 1966, Nicole Croisille connaît un succès international avec la chanson du film Un homme et une femme de Claude Lelouch, composée par Francis Lai et interprétée en duo avec Pierre Barouh. La bande originale de ce film devient le premier album français à être certifié disque d'or aux États-Unis, avec des ventes représentant plus d'un million de dollars. Nicole Croisille retrouvera ensuite le réalisateur et le compositeur pour Vivre pour vivre en 1968.
Dans les années 1960, elle est l'une des deux voix d’Anna Livia Plurabelle, cantate de jazz d'André Hodeir, adaptée de Finnegans Wake de James Joyce, enregistrement auquel participent des musiciens de la scène jazz française comme Pierre Michelot, Michel Portal, Bernard Lubat et Jean-Luc Ponty.
En 1968, la chanteuse prend un pseudonyme éphémère, Tuesday Jackson, pour interpréter la chanson I'll Never Leave You du film Les Jeunes Loups de Marcel Carné. Elle est la voix française de Shani Wallis dans le rôle de Nancy dans Oliver ! de Carol Reed.
En 1970, elle est sur la scène du théâtre de la Porte-Saint-Martin dans la comédie musicale La Neige en été aux côtés de Mouloudji et Régine.
Au milieu des années 1970, la chanteuse trouve enfin un répertoire taillé sur mesure pour sa voix lorsqu'elle signe avec le producteur Claude Dejacques et l'éditeur Claude Pascal. Ses principaux compositeurs, Francis Lai, Jean-Pierre Lang, Pierre Grosz, Jean Musy et Laurence Matalon, lui font enregistrer plusieurs succès comme Parlez-moi de lui (Il ne pense qu'à toi) en 1973, Une femme avec toi et Téléphone-moi en 1975, mais aussi les titres Avec le soleil sur la peau en 1973, La Vie facile et L'Été en 1974, L'Amour, l'amour et Je ne suis que de l'amour en 1975, Emma (Je m'appelle Emma), J'ai besoin de toi, j'ai besoin de lui et C'est comme un arc-en-ciel en 1976, Si l'on pouvait choisir sa vie en 1977, La Garonne et Fané, fini, foutu en 1978, Je n'ai pas dit mon dernier mot d'amour et Dansez pour moi en 1979… Nicole Croisille présente son premier spectacle en vedette à l'Olympia en 1976 et y retourne deux ans plus tard.

### Le tournant des années 1980
Au cours des années 1980, Nicole Croisille s'installe temporairement au Québec où elle enregistre un disque en 1983. En 1984, elle publie l'album Nicole Croisille chante Francis Lai - Cinéma. En 1985 elle reprend Le Blues du businessman puis participe, avec un groupe de vingt-quatre femmes, à l'enregistrement d'une chanson pour l'association caritative CARE France, La Chanson de la vie, commercialisée début 1986. On peut aussi la voir dans Itinéraire d'un enfant gâté de Claude Lelouch, en 1988, dans lequel elle interprète Qui me dira.
Elle se tourne vers ses genres préférés : les musiques noires-américaines, et notamment le jazz, ainsi que le métissage musical en général. Tout comme Nicoletta à qui elle peut être comparée pour son timbre profond et ses influences noires-américaines, Nicole Croisille reste tributaire des compositeurs puisqu'elle n'écrit ni ne compose, ce qui fragilise sa carrière musicale. Elle ne connaît plus de grand succès dans la chanson. Les compositeurs privilégient les chanteurs plus jeunes de leur propre génération. Elle reprend le chemin de la comédie, en participant à plusieurs pièces de boulevard ainsi qu'à quelques films, téléfilms et séries télévisées.

### Années 1990 et 2000
En 1992, Nicole Croisille chante le générique du feuilleton de l'été de TF1 Les Cœurs brûlés, sur des paroles et une musique de Vladimir Cosma.
En 1998, elle joue dans Deux mamans pour Noël le rôle d'une chanteuse confrontée à la détresse d'un homme (Antoine Duléry) qui recherche sa mère.
En 2003 et 2004, elle participe au festival de la Rose d'Or à l'Olympia. Elle travaille également avec André Manoukian. En 2006, au théâtre de Dix heures, dans le spectacle Nougaro, le jazz et moi, elle reprend, outre quelques chansons de son répertoire, des standards de jazz, et surtout les plus grandes chansons de Claude Nougaro. Elle reprend le spectacle en tournée en province puis au Grand Rex à Paris. Un album homonyme sort par la suite. Elle enregistre en 2008, en collaboration avec le compositeur Daniel Mercure, un nouveau disque, Bossa d'hiver.
En 2005, elle incarne le personnage d'Yvonne Le Bihan dans la saga de l'été Dolmen sur TF1.

### Années 2010 et 2020
Au cours des années 2010, Nicole Croisille se consacre à la comédie musicale. Les 7, 8 et 9 octobre 2011, elle donne une série de concerts à l'Alhambra à Paris, où elle revient le 22 janvier 2012. En septembre 2013, elle est en concert avec 450 choristes à Saint-Gervais. Elle se produit au Casino de Paris le 13 octobre 2014.
En 2015, elle participe à l'élaboration d'un double CD, Il était une fois... Nicole, qui regroupe Croisille 80, l'album qu'elle a préféré enregistrer grâce à la présence de Michel Colombier comme directeur musical, et Femme… Woman in Your Arms, un album inédit dans les pays francophones qui contient des réinterprétations en anglais de ses plus grands succès, ainsi que de nombreux bonus et titres inédits. Elle participe également à différentes comédies musicales dont Irma la douce de Nicolas Briançon, puis L'Opéra de quat'sous et Cabaret d'Olivier Desbordes.
Après le succès de ses spectacles musicaux avec Nicolas Briançon et Olivier Desbordes, suivent deux pièces de théâtre : Jeanne de Jean Robert-Charrier mis en scène par Jean-Luc Revol, puis Hard d'après Cathy Verney mis en scène par Nicolas Briançon.
En 2020, après avoir joué plusieurs mois au Théâtre de la Michodière aux côtés de Michel Sardou dans N'écoutez pas, mesdames ! de Sacha Guitry mis en scène par Nicolas Briançon, elle tourne aux côtés d'Éric Perez et Manuel Peskine, La Croisille s'amuse.

### Engagement

#### Pédagogie
Nicole Croisille a été marraine de 1999 jusqu'à sa mort du Centre des arts vivants, une école de comédie musicale.

#### Écologie
En septembre 2018, à la suite de la démission de Nicolas Hulot, elle signe avec Juliette Binoche la tribune contre le réchauffement climatique intitulée « Le plus grand défi de l'histoire de l'humanité », qui parait en une du journal Le Monde, avec pour titre « L'appel de 200 personnalités pour sauver la planète ».

### Mort
Souffrant d'une double tumeur du foie incurable, Nicole Croisille décide de bénéficier d'une euthanasie en Belgique. Elle se confie en mai 2025 sur sa démarche à la journaliste Marion Ruggieri du magazine Elle, demandant que l'interview ne soit publiée qu'après son décès. Mais son état se dégrade trop rapidement pour qu'elle puisse faire le déplacement en Belgique. Elle est hospitalisée en urgence le 1er juin 2025. Plongée dans une sédation profonde conformément aux directives de la loi Leonetti, Nicole Croisille meurt le 4 juin 2025 dans une clinique parisienne à l'âge de 88 ans. Coïncidence, elle meurt le jour pour lequel elle avait planifié son euthanasie en Belgique. Son interview posthume parait dans Elle le 11 juin 2025.
Son agent Jacques Metges indique que Nicole Croisille a souhaité être incinérée sans aucune cérémonie funéraire.

## Discographie

### Albums studio
… 

### Compilations
- 1973 : Ses grands succès, vol. 1, 33 tours compilation, Musidisc
- 1974 : Ses grands succès, vol. 2, 33 tours compilation, réédité en CD en 1992, également sorti sous la forme d'un album double
- 1980 : Compilation Disque d'or, 33 tours, EMI
- 1986 : Nicole Croisille, les plus belles chansons, Éditions 23
- 1988 : Nicole Croisille, ses plus belles chansons, CD compilation, Melody
- 1991 : Les Plus Grands Succès de Nicole Croisille, CD, Carrère
- 1992 : Super Croisille, triple CD compillation, Flarenasch
- 2001 : De vous à moi, CD et long box 4 CD, ULM
- 2003 : Nicole Croisille, CD compilation, Wagram
- 2003 : Collection Légende, CD, Wagram

### En public
- 1976 : Olympia 76 (en public), 33 tours, Panda
- 1978 : Olympia 78, 33 tours, Panda
- 1981 : Nicole Croisille au Théâtre des Champs-Élysées, double 33 tours en public, RCA
- 1997 : Une femme, CD en public, BMG

### Bandes originales de film
- 1966 : Un homme et une femme (BO), 33 tours, AZ
- 1967 : Vivre pour vivre (BO), 33 tours, AZ
- 1968 : Les jeunes loups (BO), 33 tours, Riviera
- 1971 : Lucky Luke (BO), 33 tours, United Artists Records
- 1971 : Un enfant dans la ville (BO) (téléfilm), 33 tours, CBS
- 1978 : Peter et Elliott le dragon (Pete's Dragon, doublage français) : Voix de Nora & chansons
  - Comme un petit point de lumière (Candle on the Water, générique d'ouverture)
  - Un dragon ! (I Saw a Dragon) - Lampie, Nora et chœur
  - Ce n'est pas rien (It's not Easy) - Peter et Nora
  - Y'a du bonheur (There's Room for Everyone) - Nora, Peter et chœur
  - Belle Journée (Brazzle Dazzle Day) - Nora, Peter et Lampie
  - Un acte de vente (Bill of Sale) - Lena Gogan, Nora
  - Un dragon ! (reprise) - Lampie, Nora et chœur
  - Belle Journée (reprise) - Nora, Peter et Lampie
- 1979 : Je n'ai pas dit mon dernier mot d'amour (Thème du film La Dérobade) - Single
- 1981 : Les Uns et les Autres (BO), double 33 tours, RCA
- 1981 : La Puce et le Privé (BO), Children 33 tours
- 1987 : Itinéraire d'un enfant gâté (BO), Pathé
- 1990 : Il y a des jours... et des lunes (BO) CD, CBS

## Théâtre
- 1957 : L'Apprenti fakir de Jean Marais, chorégraphie et mise en scène Georges Reich, paroles de Charles Aznavour, musique de Jeff Davis, Théâtre de la Porte-Saint-Martin
- 1958 : Les Matadors de Marcel Marceau, Théâtre de l'Ambigu
- 1960 : Une colonne à la cinq de Jean Yanne, Théâtre des Trois Baudets
- 1961 : Loin de Rueil de Maurice Jarre et Roger Pillaudin d'après Raymond Queneau, mise en scène Maurice Jarre et Jean Vilar, TNP Théâtre de Chaillot
- 1971 : Les P'tites Femmes de Broadway de George Haimsohn et Robin Miller, mise en scène Michel Vocoret, Théâtre des Nouveautés
- 1992 : Hello, Dolly !, Théâtre du Châtelet (en version originale)
- 1996 : Folle Amanda de Pierre Barillet et Jean-Pierre Grédy, mise en scène Raymond Acquaviva
- 1999 : Coup de soleil de Marcel Mithois mise en scène Raymond Acquaviva, Théâtre des Bouffes-Parisiens, tournée
- 2003 : Trois chambres à Manhattan d'après Georges Simenon, musique de Claude Lombard, mise en scène Jean-Luc Tardieu, Opéra royal de Wallonie Liège
- 2003 : Les Monologues du vagin d'Eve Ensler, mise en scène Isabelle Ratier, Théâtre de Paris
- 2010 : Jalousie en trois mails d'Esther Vilar, mise en scène Didier Long, Théâtre de la Tête d'Or Lyon, Théâtre Montparnasse avec Margaux Faure et Émilie Chesnais
- 2011 : Les Monologues du vagin d'Eve Ensler, mise en scène Isabelle Ratier, Théâtre Michel
- 2013 : Follies de Stephen Sondheim, mise en scène Olivier Bénézech, Opéra de Toulon (en version originale).
- 2014 : Cabaret, mise en scène Olivier Desbordes, tournée festivals
- 2015 : Irma la douce d'Alexandre Breffort, mise en scène Nicolas Briançon, Théâtre de la Porte Saint-Martin
- 2016 : L'Opéra de quat'sous de Kurt Weill et Bertolt Brecht, mise en scène Olivier Desbordes, tournée festivals
- 2017-2019 : Jeanne de Jean Robert-Charrier, mise en scène Jean-Luc Revol, Théâtre du Petit Saint-Martin, tournée
- 2018 : Hard, adaptation de Bruno Gaccio, mise en scène Nicolas Briançon, Théâtre de la Renaissance
- 2019 : N'écoutez pas, mesdames ! de Sacha Guitry, mise en scène Nicolas Briançon, Théâtre de la Michodière

## Filmographie

### Cinéma
- 1969 : Erotissimo de Gérard Pirès : Florence
- 1970 : Face aux nazis (Underground) d'Arthur H. Nadel : la chanteuse du bistrot
- 1971 : Lucky Luke de René Goscinny : Lulu Carabine (voix, non créditée)
- 1981 : Les Uns et les Autres de Claude Lelouch : Nicole Croisille
- 1988 : Itinéraire d'un enfant gâté de Claude Lelouch : la chanteuse
- 1990 : Il y a des jours et des lunes de Claude Lelouch : la chanteuse du mariage
- 1995 : Les Misérables de Claude Lelouch : Madame Thénardier
- 2013 : La Cage dorée de Ruben Alves : Madame Reichert

### Télévision
- 1961 : Loin de Rueil de Claude Barma (téléfilm) : Kiki la Cingalaise
- 1963 : Quelques pas dans les nuages de François Gir (téléfilm)
- 1968 : Azertyuiop ou les aventures de deux naïfs de Jean-Paul Sassy (téléfilm)
- 1971 : Ubu enchaîné de Jean-Christophe Averty (téléfilm) : la Mère Ubu
- 1971 : Un enfant dans la ville de Pierre Sisser (téléfilm)
- 1973 : Musidora de Jean-Christophe Averty (téléfilm) : Colette Willy
- 1976 : Numéro Un (série télévisée), Émilie ou la Petite Sirène 76 de Michel Berger : La marraine d'Émilie
- 1977 : Impressions d'Afrique de Jean-Christophe Averty (téléfilm) : Adinolfa
- 1980 : Chouette, chat, chien... show de Jacques Samyn (téléfilm)
- 1988-1990 : La Belle Anglaise (série télévisée) : Françoise
- 1996 : Loin des yeux (téléfilm) : Madame Ramuz
- 1998 : Deux mamans pour Noël de Paul Gueu (téléfilm) : Mary, la chanteuse
- 2000 : Un homme à la maison de Michel Favart (téléfilm) : Blanche
- 2001 : Psy d'urgence (série télévisée) : Nina
- 2001 : Villa mon rêve de Didier Grousset (téléfilm) : Monique
- 2001 : Le Temps perdu de Frédéric Roullier-Gall (téléfilm) : Bernadette
- 2002 : Maigret (série télévisée), épisode Maigret et le marchand de vin de Christian de Chalonge : Blanche
- 2004 : Menteur! Menteuse! de Henri Helman (téléfilm) : Eva
- 2005 : Dolmen de Didier Albert (série télévisée) : Yvonne Le Bihan
- 2006 : Un viol de Marion Sarraut (téléfilm) : Claire Vincenti
- 2009 : Beauté fatale de Claude-Michel Rome (téléfilm) : Solange Grant
- 2013 : Alice Nevers, le juge est une femme (série télévisée), épisode Peur en ville de Thierry Petit : Françoise Marcotte
- 2015 : Profilage (série télévisée), épisode Sacrifiées de Vincent Jamain : Yvonne Chanéac
- 2017 : Nina (série télévisée), épisode Mauvaises ondes de Hervé Brami : Marie-Odile
- 2018 : Guépardes (série télévisée) : Nicole Croisille

## Doublage

### Cinéma

#### Films
- 1968 : Oliver! : Nancy (Shanni Wallis)
- 1976 : Un vendredi dingue, dingue, dingue : chant générique
- 1977 : Peter et Elliott le dragon : Nora (Helen Reddy)

#### Films d'animation
- 1971 : Lucky Luke : Lulu Carabine (chant)
- 2003 : Les Aventures de Porcinet : chant soliste

## Distinctions

### Décorations
- Chevalière de la Légion d'honneur, par Frédéric Mitterrand le 15 décembre 2010
- Commandeur de l'ordre des Arts et des Lettres, le 15 avril 2022[2]

## Publication
- Nicole Croisille et Thierry Lecamp, Je n’ai pas vu passer le temps, Le Cherche midi, Paris, 2006  (ISBN 2-7491-0872-1)